# ويلسون أوروما
ويلسون أوروما (بالإنجليزية: Wilson Oruma) (مواليد 30 ديسمبر 1976 في واري، نيجيريا) هو لاعب كرة قدم نيجيري دولي سابق كان يلعب كلاعب وسط. اعتزل اللعب عام 2010 مع نادي كافالا. سبق له أن لعب في كأس العالم لكرة القدم مع منتخب بلاده. فاز بميدالية أوليمبية في مسابقة كرة القدم. بدأ مسيرته الرياضية عام 1993 مع بيندل إنشورانس.

## روابط خارجية
- ويلسون أوروما على موقع الاتحاد الدولي (مؤرشف)  (الإنجليزية)
- ويلسون أوروما على موقع اتحاد تركيا (لاعب) (الإنجليزية)
- ويلسون أوروما على موقع قاعدة بيانات كرة القدم.إي يو (الإنجليزية)
- ويلسون أوروما على موقع ليكيب (الفرنسية)
- ويلسون أوروما على موقع ناشيونال فوتبول تيمز (الإنجليزية)
- ويلسون أوروما على موقع Soccerway.com (الإنجليزية)
- ويلسون أوروما على موقع عالم كرة القدم.نت (الإنجليزية)
- ويلسون أوروما على موقع أوليمبيديا (الإنجليزية)